# إسحاق فانك
إسحاق فانك (بالإنجليزية: Isaac Funk) هو سياسي أمريكي، ولد في 17 نوفمبر 1797 في مقاطعة كلارك في الولايات المتحدة، وتوفي في 29 يناير 1865 في بلومنجتون في الولايات المتحدة. حزبياً، نشط في الحزب الجمهوري. وقد انتخب عضو مجلس نواب إلينوي.